# Jeffrey Ullman
Jeffrey David Ullman (* 22. listopadu 1942) je americký informatik. Jeho knihy o kompilátorech, teorii algoritmů, datových strukturách a databázích jsou považovány za základní literaturu daných oborů. Ullman byl školitelům mnoha doktorandů, z kterých jsou dnes mnozí uznávanými odborníky. Je držitelům Knuthovy a Turingovy ceny.